# فرودگاه شهری هیلزبرو (داکوتای شمالی)
فرودگاه شهری هیلزبرو (داکوتای شمالی) (به انگلیسی: Hillsboro Municipal Airport (North Dakota)) یک فرودگاه همگانی بهره‌برداری هوایی است که یک باند فرود آسفالت دارد. این فرودگاه در کشور ایالات متحده آمریکا قرار دارد .